# Kostolec
Kostolec (bis 1946 slowakisch „Kostelec“; ungarisch Kosfalu – bis 1907 Kosztelec) ist eine Gemeinde in der Nordwestslowakei mit 272 Einwohnern (Stand 31. Dezember 2024) und gehört zum Okres Považská Bystrica, einem Kreis des Trenčiansky kraj.

## Geographie

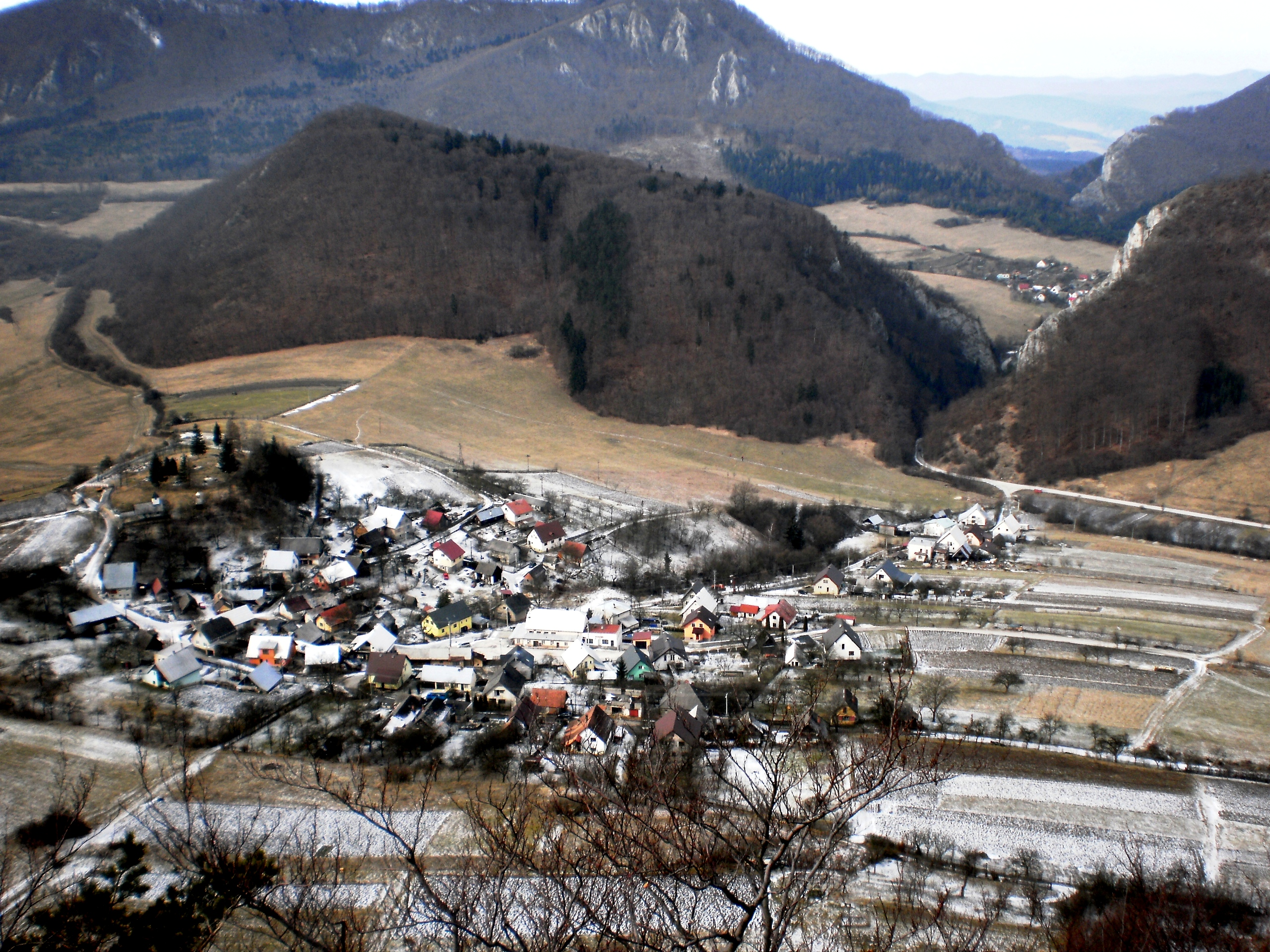
Blick auf Kostolec

Die Gemeinde befindet sich im Gebirge Súľovské vrchy im Tal des Baches Manínsky potok. Der Weg von und nach Záskalie passiert durch die enge Schlucht Kostolecká tiesňava, die seit 1970 als Naturreservat geschützt ist. Östlich des Hauptortes erhebt sich die dreitürmige Felsenformation Bosmany, seit 1994 ein Naturdenkmal. Das Ortszentrum liegt auf einer Höhe von 495 m n.m. und ist zehn Kilometer von Považská Bystrica entfernt.
Nachbargemeinden sind Plevník-Drienové im Norden, Vrchteplá im Osten, Bodiná im Südwesten, Považská Bystrica (Stadtteile Pražnov und Podmanín) im Süden und Záskalie im Westen.

## Geschichte

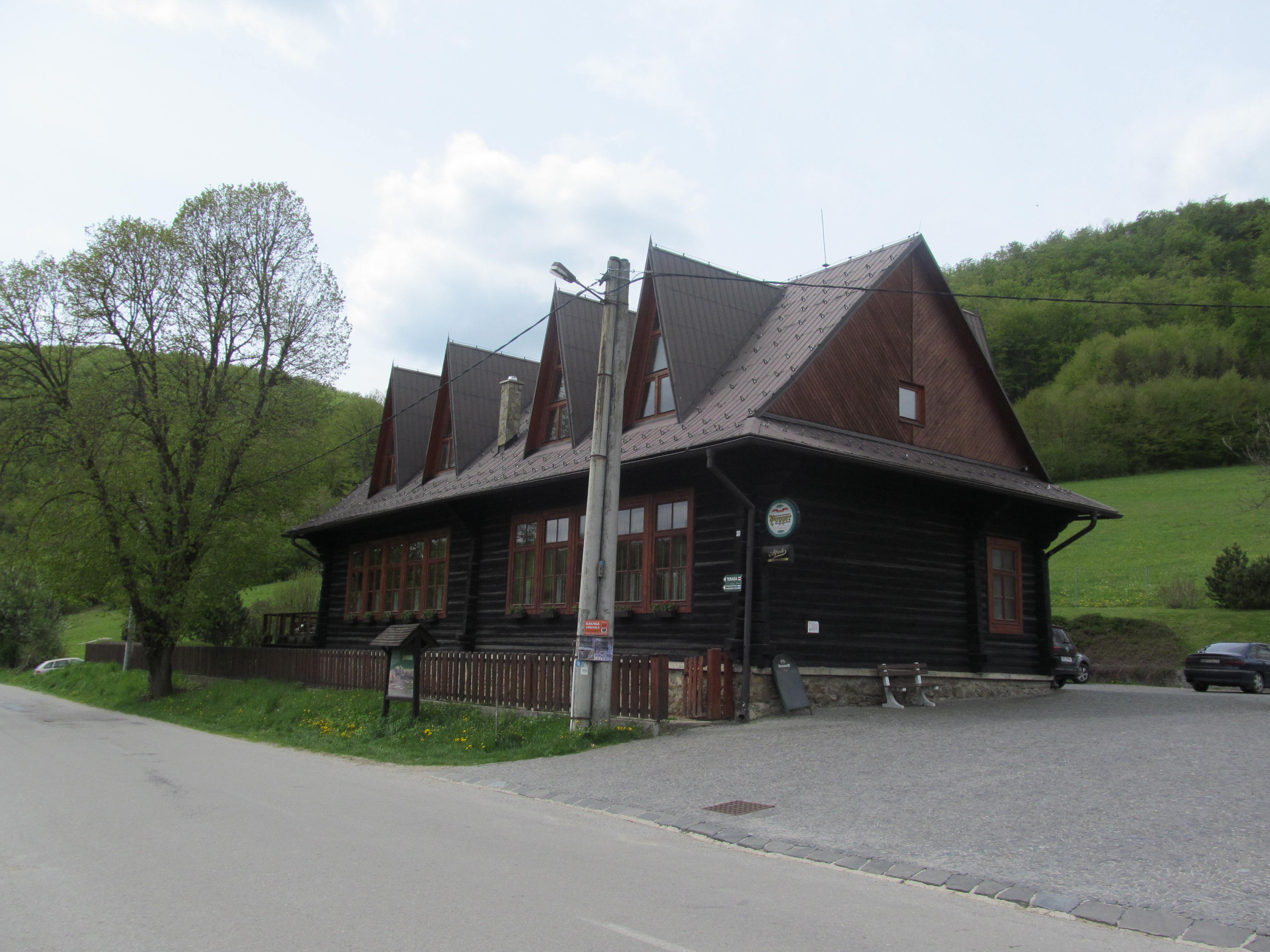
Ehemalige Schule von Kostolec

Kostolec wurde zum ersten Mal 1430 als Kostolech schriftlich erwähnt. Das Dorf war Besitz der landadligen Familien Černak und gehörte ab dem 15. Jahrhundert zum Herrschaftsgebiet von Waagbistritz. 1784 hatte die Ortschaft 27 Häuser, 26 Familien und 170 Einwohner, 1828 zählte man 23 Häuser und 209 Einwohner, die als Landwirte beschäftigt waren.
Bis 1918 gehörte der Ort im Komitat Trentschin zum Königreich Ungarn und kam danach zur Tschechoslowakei beziehungsweise heute Slowakei.

## Bevölkerung
| Jahr                | 1994 | 2004    | 2014     | 2024     |
| ------------------- | ---- | ------- | -------- | -------- |
| Anzahl der Personen | 235  | 256     | 228      | 272      |
| Unterschied         |      | +8,93 % | −10,93 % | +19,29 % |

| Jahr                | 2023 | 2024    |
| ------------------- | ---- | ------- |
| Anzahl der Personen | 273  | 272     |
| Unterschied         |      | −0,36 % |

Gemäß der Volkszählung 2011 wohnten in Kostolec 238 Einwohner, davon 236 Slowaken und ein Tscheche. Ein Einwohner machte keine Angabe zur Ethnie.
196 Einwohner bekannten sich zur römisch-katholischen Kirche, 25 Einwohner zur Evangelischen Kirche A. B. und ein Einwohner zur evangelisch-methodistischen Kirche. Zehn Einwohner waren konfessionslos und bei sechs Einwohnern wurde die Konfession nicht ermittelt.